# Metapelma spectabile
Metapelma spectabile är en stekelart som beskrevs av John Obadiah Westwood 1835. Metapelma spectabile ingår i släktet Metapelma och familjen hoppglanssteklar. Inga underarter finns listade i Catalogue of Life.